# 4P egészségügy
A 4P egészségügy egy új egészségügyi paradigma, ami a hagyományos betegségközpontú egészségügyet hivatott felváltani. A 4P szerint az egészségügy globális kihívásaira, mint a növekvő szakemberhiány és a betegek számának növekedése, a negyedik ipari forradalom adta technológiai innovációk és az egészségügyi gondolkodás rendszerszemléletű átalakulása tud választ adni. A 4P egészségügy lényege a perszonalizáció, a participáció, a precizitás/prediktabilitás és a prevenció. Ennek elérésére leginkább a szenzorokra, a mesterséges intelligenciára, a biológiai adatokat mérő okos eszközökre, és az ezeket proaktívan használó emberek hálózatára épít.
A 4P szerint a digitális forradalom több fontos módon is átalakítja az egészségügyről való gondolkodást (1) magával hozza azokat az eszközöket (okostelefon, okosóra stb.), amelyek digitalizálják a biológiai és társadalmi információkat; (2) technológiát biztosít a nagy biológiai és környezeti adathalmazok kezeléséhez, illetve elemzéséhez (Big Data, mesterséges intelligencia); és (3) integrálja az egyén által irányított, a jóllét optimalizálására és/vagy a betegség kezelésére összpontosító társadalmi hálózatokat.
Ellentétben a mai reaktív és hierarchikus orvoslással, a 4P egészségügy nem korlátozódik a klinikákra és a kórházakra. Az orvoslás az otthonokban is zajlik, mivel az emberek bárhonnan tudják használni a hálózatba kapcsolt digitális egészségügyi információs eszközöket és rendszereket. A nemzetközi szakirodalom sokszor személyre szabott gyógyászatként is hivatkozik rá.

## A 4P - perszonalizáció, participáció, precizitás/prediktabilitás és prevenció

### Perszonalizáció
Bár egy fajhoz tartozunk, az emberek a genomjukban átlagosan körülbelül hatmillió nukleotidjukban különböznek egymástól - ebből is fakad, hogy biológiai alapjainkban mind egyediek vagyunk. Még az egypetéjű ikrekben is 35 különböző "generációk közötti mutációs nukleotidkülönbséget" mutathatnak ki a szülők és egymás között. Ehhez képest az orvostudomány ma szisztematikusan statisztikai absztrakcióként tekint a betegekre, és csak az időhiányos orvosok erőfeszítésén múlik, hogy valamennyire személyre szabja az adott páciens kezelését.
A 4P egészségügy alapja, hogy a különböző egyének által használt okoseszközök folyamatosan mérni tudják az emberek biológiai adatait. Az elektronikus egészségügyi nyilvántartásokban (EHR) szereplő személyes adatokat az egészségügyi szolgáltatók és a kutatók pedig arra használják, hogy az egyén fiziológiai adottságaihoz mérten kapjon, pontosabb és hatékonyabb gyógyszereket, kezelést, és diagnózist. Így az egyének nem a populációs átlaghoz, hanem a saját testükhöz igazított orvostudományt kapnak, ami növeli annak hatékonyságát.

### Prevenció
Az egészségügyi prevenció célja a betegségek megelőzése azok kezelésével szemben. Míg a hagyományos egészségügy reaktív - az egyén megbetegedése után reagál, és így tünetalapú. A 4P egészségügy proaktív - a beteg megbetegedése előtt reagál, és már a tüneteket megelőző markerek alapján beavatkozik. Az egészségügyi rendszerek társadalmi költségeinek folyamatos növekedése a 4P szerint itt fogható meg legjobban, hiszen a korai fázisban beazonosított betegségek kezelése a legolcsóbb, nem is beszélve a ki nem alakuló betegségekről.
Például, ha egy egyénnek olyan genetikai variánsa van, amely a 2-es típusú cukorbetegségre való nagyfokú hajlammal jár együtt, és a vérvizsgálati eredményei emelkedő éhgyomri glükózszintet mutatnak, a 4P rendszer automatikusan vissza tud csatolni az egyénnek, hogy viselkedéses változtatásokkal megelőzze a betegség kialakulását.

### Precizitás/prediktabilitás
A digitális forradalom lehetővé tette a tudósok számára, hogy korábban elképzelhetetlenül nagy mennyiségű digitális adatot hozzanak létre és elemezzenek. Ezek birtokában, és a mesterséges intelligencia (MI) használatával jóval pontosabbá válik az egészségügyi tendenciák azonosítása és előrejelzése. Az MI a potenciális egészségügyi kockázatok vagy állapotok felismerésére is betanítható. Idővel ráadásul minél több adatot elemez az MI, annál pontosabbak lesznek annak előrejelzései. Ez végső soron lehetővé teszi a tömegeket érintő egészségügyi problémák – például a nagy járványok, országos szintű egészségügyi mintázatok – pontosabb azonosítását és negatív hatásainak mérséklését. Emellett az egykor egyként értelmezett betegségek jobban megérthetők, jellegzetességeik alapján albetegség kategóriákba sorolhatók és így hatékonyabban gyógyíthatók.

### Participáció
Az egyén részvétele lesz a kulcsa annak, hogy a P4 másik három aspektusát minden egyes beteg esetében a gyakorlatban is megvalósulhasson.A pre-digitális medicinához képest a 4P nem a szakértői tanácsok passzív befogadójának tekinti a pácienseket, hanem egészségünk aktív alakítójának. A betegek bevonása szükséges az okos gyógyításhoz, így a páciensek például applikációkon keresztül tudják szűrni magukat, tanácsokat kérni, vagy valós idejű információt kapni egészségük fenntartásához. Ez magában foglalja a klinikai-terápiás megközelítéssel kapcsolatos döntések megosztását a betegekkel. Ennek természetesen előfeltétele, hogy könnyen hozzáférhető, megbízható és érthető orvosi információforrások álljanak a páciensek rendelkezésére.

## A 4P egészségügy kihívásai
A P4 egészségügy egyik nagy kihívása a betegek és a tágabb orvosi közösség tagjainak, köztük az egészségügyi ágazat fő érdekelt feleinek oktatása lesz. A hagyományos egészségügyi szemlélethez képest idő lesz, míg a páciensek hozzászoknak, hogy (1) sokszor nem találkoznak közvetlenül az orvossal, csak távolról, hogy (2) biológiai adataikat folyamatosan mérjék, és hogy (3) ők kezdeményezzék egészségügyi ellátásukat.
A P4 egészségügy hálózatok hálózatára épül - a genetikai hálózatokat a molekuláris hálózatokkal, sejthálózatokkal, szervhálózatokkal és végső soron a társadalomban élő egyének hálózataival köti össze, és ezek integrálásával jut el a betegségek komplexebb megértéséhez, illetve kezeléséhez. A másik nagy kihívás az, hogy miként lehet olyan egészségügyi információs technológiát létrehozni, amely képes kezelni a P4 egészségügyből eredő hatalmas, többféle dimenzióban mért adathalmazokat. Ez az adatfeldolgozási igénye a 4P egészségügynek az egészségügyi informatika hatékony és széleskörű fejlesztését teszi szükségessé. Az új egészségügyi informatikának átfogónak, interoperábilisnak, adatvezéreltnek, és biológiailag vezéreltnek kell lennie.

## 4P egészségügy Magyarországon
A 4P egészségügyhöz tartozó innovációk több helyen is jelen vannak a világban, így Magyarországon is, bevezetésük azonban lassan halad. Sikeres magyar példák többek között:
- 2022 tavaszán indult el az AIP Labs pilot projektje, az AIPDerm,[11] a Semmelweis Egyetemmel szoros együttműködésben. A tesztidőszak alatt 20.000 embert kezeltek a digitális bőrgyógyászati klinikán, melynek segítségével magyar lakosok, egy, a tünetről készült kép beküldésével tudtak otthonról, az ország teljes területéről dermatológiai vizsgálatot indítani.[12] Az AIP Derm által használt mesterséges intelligenciát ~2,5 millió képen tanították be és jelenleg több mint 700 bőrbetegséget képes diagnosztizálni. A rendszer képes volt megsokszorozni a fennálló orvosi kapacitásokat, közel 50 000 órányi időt spórolt meg mind a betegeknek, mind pedig az orvosoknak, valamint kiszűrt közel ezer tumorgyanús esetet. A cég adatai szerint egy orvos óránként átlag 40 esetet tudott ellátni az MI segítségével, ami tízszerese a hagyományos, fizikai rendelésen történő átlagos négy ellátott esetnek.
- Semmelweis Egyetem Városmajori Szív- és Érgyógyászati Klinikáján egy nagy esetszámú retrospektív adatbázist hoztak létre a Klinikán CRT implantációban részesült betegek adatait felhasználva, hogy gépi tanulás segítségével létrehozzák a SEMMELWEIS-CRT score-t. Rendszerük a hagyományos score-oknál pontosabban képes a rövid- és hosszútávú összmortalitás predikciójára.[13]
- A DermaSoulegy magyar fejlesztésű pszichodermatológiai önsegítő alkalmazás, ami a krónikus bőrproblémákkal küzdőknek segít, és a pszichoterápia eszköztárából használ fel otthonról is végezhető gyakorlatokat.
- A depressziós betegek beszéde általában megváltozik: monotonabb és halkabb lesz, többször tartanak szünetet. Ezeket a jellegzetességeket felhasználva fejleszt beszédelemzésen alapuló, a depresszió felismerését segítő nyelvfüggetlen szoftvert közösen a Budapesti Műszaki Egyetem és a Semmelweis Egyetem szakemberei.[14]
- A Magyar Máltai Szeretetszolgálat a Semmelweis Egyetem Digitális Egészség Kutatócsoportjával közösen azt igyekszik felmérni, hogy az olyan sérülékeny csoportok, mint a hajléktalan emberek egészségügyi hozzáférését és ellátását hogyan javíthatják a digitális technológiák, a telemedicina vagy az okostelefon-alapú platformok. A DocRoom kutatásaiban vizsgálta már a 1) telemedicina iránti attitűdöket hajléktalanok körében, végzett egy 2) telemedicina pilot projektet hajléktalanellátó intézményekben, és felmérést készített a 3) digitális eszközökhöz való hozzáférés és egészségügyi célú internethasználat tekintetében hajléktalanok körében.[15][16]
- Az európai adatokhoz viszonyítva a magyar kardiovaszkuláris morbiditási és mortalitási statisztikák kedvezőtlenek annak ellenére, hogy az akut ellátás európai színvonalon zajlik. Ebben segít a szívinfarktus-ellátás “big data” alapú megközelítése. Nemzeti és nemzetközi adatbázisok összehasonlító elemzésével a Semmelweis Egyetemen feltérképezik a jelenség a mögöttes okait, mely a magyar populáció eltérő rizikó faktoraival lehet összefüggésben. A VMAJOR-MI regiszter több, mint 12000 miokardiális infarktuson átesett beteg adatait tartalmazza és a fő kiinduló pontja lesz a fenti elemzéseknek. Középtávon egy egyénre szabott rizikóbecslő rendszer létrehozását tűzték ki célul, amely értékes klinikai döntéstámogató megoldássá nőheti ki magát.[17]
- A Fitpuli[halott link] olyan hazai digitális egészségprogram, ami a cég adatai szerint 27%-al csökkenti a betegség miatti hiányzásokban, 5-11% növekedést okoz a vállalati munkatermelékenységben, és 10% csökkenést tud okozni a munkavállalói fluktuációban.
- A sztómanővér mobilalkalmazás egy hazai fejlesztésű kommunikációs felület a sztómával élők és a kezelő szakemberek között. A személyes konzultációk között az alkalmazás segítségével a sztómával élők egyszerűen és gyorsan értesíthetik a kezelő szakembert sztómájuk állapotáról. Az alkalmazás felhasználója e-mailen kapcsolatba léphet az általa ismert sztómaápoló szakemberrel. Amennyiben gyors segítségre van szüksége, a sztómája állapotáról készített felmérő adatlap, fotók alkalmazásával részletes információt küldhet el a szakember részére az applikációban.[18]
- Magyarországon már működik olyan egészségügyi digitális tér és felhő rendszer (EESZT), ami képes lehet strukturáltan értelmezni a benne tárolt biológiai adatokat, így MI platformok segítségével új mintázatokat beazonosítani, és támogatni az otthoni, digitális távgyógyítást. Az egészségügyi adatokban rejlő lehetőségek teljes körű kiaknázása érdekében az Európai Bizottság rendeletet terjeszt elő az európai egészségügyi adattér létrehozásáról.[19] E javaslat alapján 2025-re egy egységes európai egészségügyi adattér jöhet létre, amely a 4P gyógyászat használta digitális eszközök határon átnyúló alkalmazását teszik lehetővé.